# 공주 갑사 승탑
공주 갑사 승탑(公州 甲寺 僧塔)은 충청남도 공주시 갑사에 있는, 고려시대의 승탑이다. 1963년 1월 21일 대한민국의 보물 제257호로 지정되었다.
부도란 승려들의 유골을 안장한 묘탑으로, 통일신라시대 9세기초에 처음 나타난다. 팔각형의 지붕을 가진 팔각원당형으로 되어 있는 이 부도는 통일신라시대의 대표적인 양식일 뿐만 아니라 조각 솜씨도 뛰어난 신라 말기와 고려 초기의 부도 양식을 연구하는데 매우 중요한 자료가 되고 있다.
원래 갑사 뒷산의 중사자암에 있던 것을 현재 위치로 옮겼다.

## 개요
갑사 뒤편 계룡산에 쓰러져 있었던 것을 1917년 대적전 앞으로 옮겨 세웠다. 전체가 8각으로 이루어진 모습이며 3단의 기단(基壇) 위에 탑신(塔身)을 올리고 지붕돌을 얹은 형태이다.
높직한 바닥돌 위에 올려진 기단은 아래·가운데·윗받침돌로 나뉘는데 특이하게도 아래층이 넓고 위층으로 갈수록 차츰 줄어든다. 아래받침돌에는 사자·구름·용을 대담하게 조각하였으며, 거의 원에 가까운 가운데받침에는 각 귀퉁이마다 꽃 모양의 장식이 튀어나와 있고, 그 사이에 주악천인상(奏樂天人像)을 새겨 놓았다. 탑신을 받치는 두툼한 윗받침돌에는 연꽃을 둘러 새겼다.
탑 몸돌 4면에는 자물쇠가 달린 문을 새겨 놓았고, 다른 4면에는 사천왕입상(四天王立像)을 도드라지게 조각하였다. 지붕돌은 기왓골을 표현하는 등 지붕 모양을 정교하게 모방하고 있다. 머리장식은 모두 없어졌으며, 후에 새로 만든 보주(寶珠:연꽃봉오리모양의 장식)가 올려져 있다.
전체적으로 조각이 힘차고 웅대하나, 윗부분으로 갈수록 조각기법이 약해졌다. 특히 지붕돌이 지나치게 작아져 전체적인 안정감과 균형을 잃고 있다. 기단부의 조각은 고려시대의 특징을 잘 드러내고 있으며, 전체에 조각된 각종 무늬와 기법 등은 고려시대 승탑들 중에서도 우수작으로 손꼽을 만하다. 

## 사진

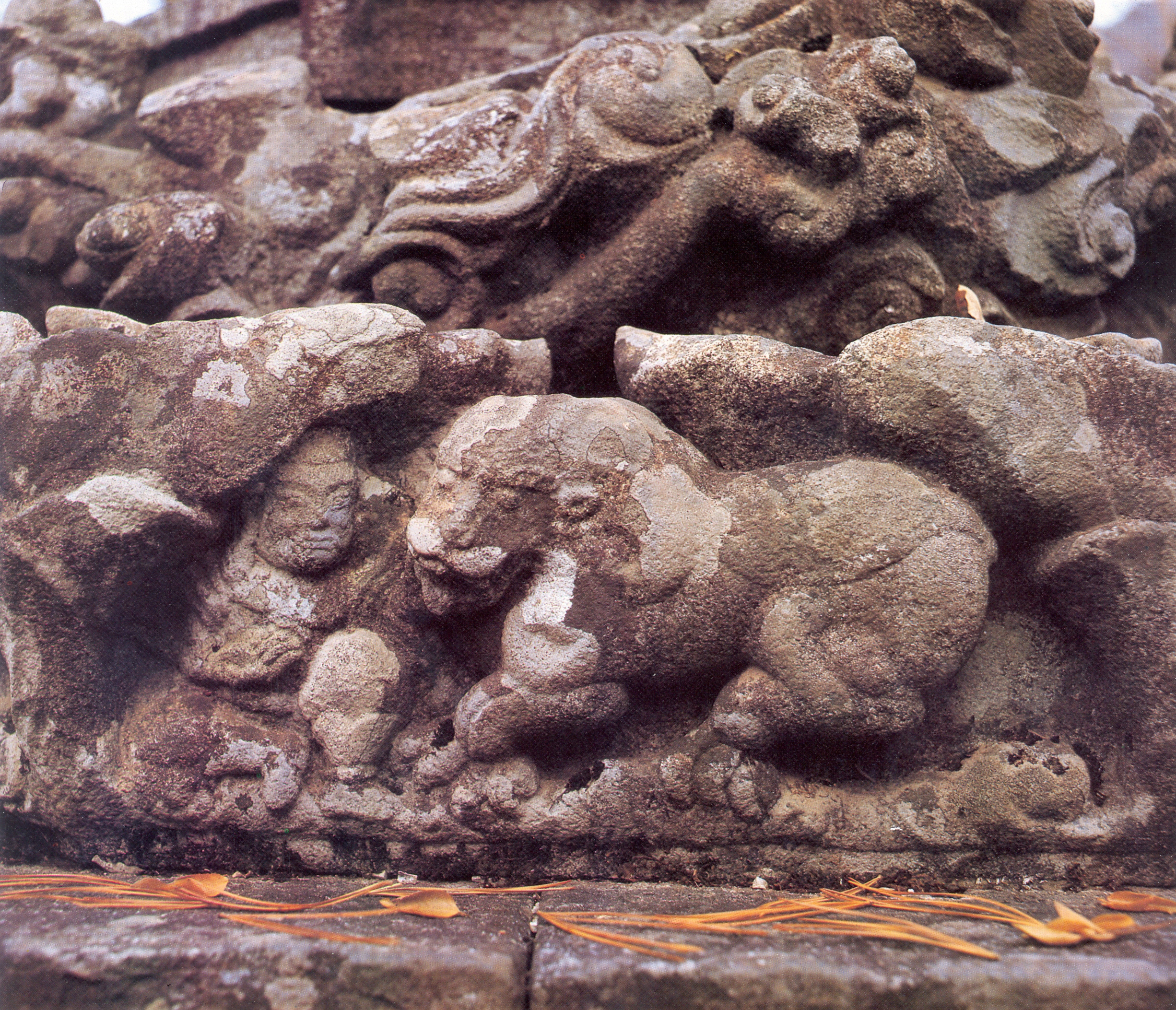

## 같이 보기
- 갑사

## 참고 자료
- 공주 갑사 승탑 - 국가유산청 국가유산포털
- 《충청남도지정문화재해설집》, 충청남도, 2001년